# Єзежиці-Великі
Єзежиці-Великі (пол. Jezierzyce Wielkie) — село в Польщі, у гміні Йорданув-Шльонський Вроцлавського повіту Нижньосілезького воєводства. Населення — 185 осіб (2011).
У 1975-1998 роках село належало до Вроцлавського воєводства.

## Демографія
Демографічна структура станом на 31 березня 2011 року:
|          | Загалом | Допрацездатний вік | Працездатний вік | Постпрацездатний вік |
| -------- | ------- | ------------------ | ---------------- | -------------------- |
| Чоловіки | 97      | 18                 | 72               | 7                    |
| Жінки    | 88      | 11                 | 53               | 24                   |
| Разом    | 185     | 29                 | 125              | 31                   |